# Matt Hughes
Pour les articles homonymes, voir Hughes.
Pour l'écrivain canadien, voir Matt Hughes.
Matt Hughes, né le 13 octobre 1973 à Hillsboro dans l'Illinois, est un pratiquant américain d'arts martiaux mixtes (MMA).
Il entame sa carrière professionnelle dans ce sport dès 1998 et participe pour la première fois à un événement tenu par l'organisation américaine de l'Ultimate Fighting Championship (UFC) en septembre 1999.
Après avoir combattu pour diverses promotions jusqu'en novembre 2001, il devient champion des poids mi-moyens de l'UFC en remportant une victoire sur Carlos Newton qui lui-même s'était emparé de la ceinture face à Pat Miletich, entraîneur de Matt Hughes au sein de l'équipe Miletich Fighting System. Il domine la catégorie en utilisant une lutte puissante et défend victorieusement son titre à cinq reprises, avant de le perdre face à B.J. Penn lors de l'UFC 46 en janvier 2004.
Il récupère la ceinture vacante en octobre 2004 en battant Georges St-Pierre, le même adversaire qui lui ravit ce titre en novembre 2006.
Matt Hughes annonce sa retraite à la suite d'une défaite par KO contre B.J. Penn en novembre 2010 mais revient finalement pour un dernier combat face à Josh Koscheck en septembre 2011.
Après une nouvelle défaite, il s'éloigne réellement de la compétition et devient vice-président du développement des athlètes à l'UFC.
Depuis mai 2010, Hughes fait aussi partie du Temple de la renommée de l'UFC.

## Biographie
Originaire de l'Illinois, Matt Hughes a commencé par la lutte, en participant à la Division 1 de la NCAA. Il a également participé en 2000 aux prestigieuses compétitions de grappling de l'ADCC, où il a compté deux victoires (contre Jeremy Horn et Ricardo Almeida), et deux défaites (contre Jeff Monson et Tito Ortiz).

## Parcours en arts martiaux mixtes
En MMA, il arrive à l'UFC en 1999. Il est vite remarqué pour ses slams spectaculaires.

### Ultimate Fighting Championship

#### Champion des poids mi-moyens de l'UFC
En mai 2001, Carlos Newton devient le nouveau champion des poids mi-moyens de l'UFC en soumettant Pat Miletich à l'UFC 31. Ce dernier est alors assuré d'obtenir une chance de récupérer la ceinture s'il parvient à remporter son prochain match, ce qu'il fait aisément en assomant Shonie Carter avec un coup de pied à la tête lors de l'UFC 32 du 29 juin.
L'UFC souhaite alors organiser la première défense de titre de Newton à l'UFC 34, le 2 novembre 2001. Mais, comme lors de l'UFC 31, la soirée affiche déjà en vedette un combat pour le titre des poids lourds opposant Randy Couture à Pedro Rizzo. Dans ces conditions, la promotion ne désire ni qu'un nouveau match entre Newton et Miletich soit aussi ajouté au programme, ni que le combat pour la ceinture des poids mi-moyens ne soit décalé à un événement prochain.
L'UFC approche alors Matt Hughes, protégé de Pat Miletich, s'entrainant avec ce dernier au sein de l'équipe Miletich Fighting System (MFS). S'il refuse de prendre la place de son mentor dans un premier temps, il est convaincu par Miletich lui-même de profiter de cette chance, .
Lors de l'UFC 34, Hughes rencontre donc Newton et envoie plusieurs slams dès le premier round. À la suite d'un de ces mouvements, Matt Hughes alors dans la garde au sol du champion se fait prendre dans un étranglement en triangle. Pour s'échapper de la prise, le lutteur américain décide alors de se relever soulevant par conséquent son adversaire jusqu'à l'amener sur le bord de l'Octogone. Alors que la soumission semble faire effet, Hughes envoie un nouveau slam qui met KO Newton. Les deux hommes sont inconscients au sol avant que Hughes ne se relève et soit alors déclaré vainqueur et nouveau champion des poids mi-moyens de l'UFC par l'arbitre,.
Un combat entre Miletich et Hughes n'étant manifestement pas envisageable pour l'un comme pour l'autre, le nouveau champion défend sa ceinture pour la première fois face à Hayato Sakurai,
ancien champion des poids moyens du Shooto. La catégorie des poids moyens rassemble alors les compétiteurs de moins de 168 lb (76 kg) dans l'organisation japonaise. Elle est donc comparable à la division des poids mi-moyens définie dans les « règles unifiées du MMA » en 2001 par la commission athlétique du New Jersey, imposant une limite de poids de 170 lb (77 kg).
Les deux compétiteurs s'affrontent le 22 mars 2002 à Las Vegas et Matt Hughes s'impose physiquement face au Japonais. S'il est inquiété dans la seconde reprise après avoir subi un knockdown, le lutteur américain  amène facilement au sol son adversaire pour travailler en ground-and-pound. Il vient d'ailleurs à bout de Sakurai ainsi, remportant la victoire par TKO dans le quatrième round,.
Le 13 juillet 2002, Matt Hughes rencontre à nouveau Carlos Newton lors du combat principal de l'UFC 38, premier événement de l'UFC tenu au Royaume-Uni.
Hughes a alors à cœur de confirmer son premier succès d'une manière moins controversée.
Grâce à sa lutte, il réussit à contrôler le Canadien au sol même s'il doit échapper à une clé de bras dans la première reprise. Dans le quatrième round, il s'installe sur Newton tout en verrouillant ses bras afin de pouvoir lui assener des coups au visage restant sans défense et remporter la victoire par TKO pour conserver son titre.
Gil Castillo est l'adversaire suivant de Matt Hughes. Castillo, n'ayant pu s'emparer du titre inaugural des poids moyens de l'UFC face à Dave Menne en septembre 2001, est de retour dans la catégorie de poids inférieure. Il ne peut cependant pas non plus capturer la ceinture des poids mi-moyens lors de l'UFC 40, le 22 novembre 2002. Hughes le surpasse largement, l'envoyant au sol avec un slam puis travaillant en ground-and-pound. Au terme du premier round, le médecin inspecte une coupure au-dessus de l’œil gauche de Castillo et ne l'autorise pas à reprendre le combat. Cette blessure a semble-t-il été provoqué par un coup de tête accidentel au cours du match et permet à Matt Hughes d'être déclaré vainqueur par TKO.
Matt Hughes affronte Sean Sherk lors de l'UFC 42, le 25 avril 2003. Sherk est un combattant spécialiste en lutte, tout comme Hughes, mais d'un gabarit un peu plus léger.
Il prendra d'ailleurs possession de la ceinture des poids légers de l'UFC en octobre 2006.
La rencontre prend la tête de cet événement, envisagé à Las Vegas, mais déplacé à Miami après l'abandon de Tito Ortiz qui devait défendre son titre des poids mi-lourds face à Chuck Liddell en vedette de la soirée.
Matt Hughes s'impose à nouveau dans les deux premiers round en amenant son adversaire au sol pour travailler en ground-and-pound. Il semble pourtant se fatiguer à la troisième reprise et c'est cette fois-ci Sherk qui travaille au-dessus. Hughes reprend le contrôle du match dès le round suivant et s'il est amené une fois au sol dans le cinquième et dernier round, conserve tout de même l'avantage.
Matt Hughes retient alors son titre en l'emportant par décision unanime (48-45, 48-47, 49-46) et inflige la première défaite de sa carrière à Sean Sherk,.
Hughes doit ensuite défendre son titre face à Frank Trigg le 21 novembre 2003, en vedette de l'UFC 45. L'événement fêtant les dix ans de l'organisation américaine.
Trigg a remporté le titre inaugural des poids mi-moyens de la World Fighting Alliance lors de son dernier combat en novembre 2002 face à Dennis Hallman.
Ce dernier avait remplacé Pat Miletich, blessé et forfait,
et avait déjà vaincu Matt Hughes à deux reprises par soumission en tout début de match.
Concluant cette soirée houleuse, Trigg et Hughes réussissent à prendre chacun leur tour l'avantage grâce à leurs talents en lutte. Mais c'est pour finir le champion de l'UFC qui ressort vainqueur de l'affrontement en soumettant son adversaire avec un étranglement arrière debout dans la première reprise.

#### Premier combat face à B.J. Penn et perte du titre
Pour sa sixième défense de titre, Matt Hughes affronte le spécialiste hawaïen du jiu-jitsu brésilien, B.J. Penn. Ce dernier a pour le moment échoué deux fois dans sa conquête du titre des poids légers de l'UFC, sa dernière tentative pour la ceinture vacante s'étant soldée par une égalité face à Caol Uno en février 2003.
En montant dans la catégorie supérieure de poids, Penn obtient directement une nouvelle chance de s'emparer d'un titre de champion. Hughes et Penn se rencontrent alors le 31 janvier 2004, lors de l'UFC 46.
Lutteur puissant et grand favori, Hughes se retrouve pourtant rapidement dos au sol. À partir de là, l'Hawaïen réussit petit à petit à passer la garde pour finalement arriver dans le dos de son adversaire. B.J. Penn réussit enfin à soumettre Hughes par étranglement arrière dans le premier round et ainsi accaparer le titre. Ce revers met aussi fin à une série de 13 victoires consécutives au palmarès du lutteur américain,.
Penn signe pourtant avec l'organisation japonaise du K-1 et l'UFC décide alors de le destituer de son titre en mai 2004.
Matt Hughes revient à la compétition le 19 juin 2004 face à un des instructeurs de B.J. Penn, Renato Verissimo, lors de l'UFC 48. Comme à l'accoutumée, Hughes cherche à amener son adversaire au sol dès l'entame de match. Il y parvient mais se voit bientôt pris dans un étranglement en triangle qui est près de le faire abandonner. Il se sort finalement de cette prise mais est encore menacé plusieurs fois par la technique.
Dans la deuxième reprise, il met à nouveau son adversaire dos au tapis mais ne tente alors pas grand chose depuis la garde. L'Américain se montre un peu plus actif dans le troisième et dernier round et ouvre un coupure sous l’œil de Verissimo avec un coup de coude, mais la confrontation tient jusqu'à la limite de temps.
Matt Hughes remporte finalement ce match peu engagé par décision unanime (30-27, 30-27, 29-28), même si de nombreux observateurs ne comprennent pas comment les juges aient pu le voir vainqueur du premier round,.

#### Reconquête du titre
Le 22 octobre 2004, le titre vacant des poids mi-moyens de l'UFC est remis en jeu lors de l'UFC 50, entre Matt Hughes et le jeune Canadien Georges St-Pierre.
S'il est alors invaincu en sept combats, certains semblent penser qu'il est peut-être un peu trop tôt pour St-Pierre de concourir pour la ceinture. Il se montre cependant compétitif face à l'ancien champion, en assenant notamment un puissant coup de pied retourné en pleine poitrine qui marque Hughes. Le lutteur américain semble aussi avoir plus de mal qu'à son habitude pour amener son adversaire au sol. Néanmoins, en fin de première reprise, alors que St-Pierre dos au sol tente une soumission par kimura, il réussit à installer rapidement une clé de bras et force le Canadien à abandonner dans la toute dernière seconde du premier round,.
Avec cette victoire, Matt Hughes redevient donc le champion des poids mi-moyens de l'UFC.
Il défend à nouveau son titre face à Frank Trigg lors de l'UFC 52, le 16 avril 2005. Après un coup de pied à l'aine que l'arbitre ne voit pas, Trigg profite du moment pour continuer à enchainer les coups et s'installer en position montée. Trigg prend ensuite le dos du champion et applique un étranglement arrière dont se sort finalement Hughes. Ce dernier porte alors son adversaire au-dessus de sa tête tout en avançant dans l'Octogone pour l'envoyer violemment au sol avec un slam. Cela lui permet de s'installer en position montée et enfin réussir à soumettre Trigg par étranglement arrière,.
Cet impressionnant retournement de situation est considéré comme un des plus grands combats de la promotion et devient le premier affrontement à être ajouté au sein du Temple de la renommée de l'UFC en 2015.
Au cours de cette année 2005, Matt Hughes et le champion des poids moyens de l'UFC, Rich Franklin, sont désignés entraineurs de la deuxième saison de la série The Ultimate Fighter. Cependant, contrairement à la première édition et à celles qui suivront, les chefs des deux équipes ne sont pas programmés pour s'affronter à la fin de l'émission.
Le champion des poids mi-moyens est ensuite programmé face au judoka Karo Parisyan pour l'UFC 56 du 19 novembre 2005. Cependant, ce dernier se blesse à moins d'un mois de l'échéance et malgré son envie de tout de même participer à ce match pour le titre,
il est finalement remplacé par Joe Riggs. Riggs échoue à la pesée avant le combat et la ceinture n'est alors pas mise en jeu.
C'est alors la première fois dans l'histoire de l'UFC que ce cas arrive.
Le champion domine rapidement le combat. Après un puissant coup de pied au corps, il amène son adversaire au sol. Hughes passe rapidement en demi-garde et applique une kimura pour ressortir vainqueur dès la première reprise.

#### Combat contre Royce Gracie
Matt Hughes et Royce Gracie participent à l'UFC 60, le 27 mai 2006, pour une tête d'affiche présentée comme une opposition de l'ancienne école au nouveau style des MMA qu'incarne le champion des poids mi-moyens. Gracie est lui le vainqueur de trois des premiers tournois sans limite de poids, dont la toute première compétition, organisés lors des débuts de la promotion au début des années 1990. Il est ainsi une légende incontesté du sport ayant imposé le jiu-jitsu brésilien comme une discipline indispensable des MMA.
Le combat est organisé sans titre en jeu et à un poids intermédiaire de 175 lb (80 kg). La confrontation attire 620 000 spectateurs en paiement à la séance pour plus de 20 millions de dollars de recette, nouveau record de l'UFC, qui sera suivi par une augmentation constante jusqu'à la fin de l'année,.
Hughes domine la rencontre et dans le premier round applique une nouvelle fois une kimura depuis la demi-garde. Gracie refuse d'abandonner et le champion décide de s'installer en contrôle latéral pour enchainer les coups. Quand le Brésilien tente de s'échapper, Matt Hughes lui prend le dos et le combat est interrompu après plusieurs coups depuis cette position que Gracie ne peut défendre. Hughes est alors déclaré vainqueur par TKO à 20 secondes de la fin de la première reprise,.

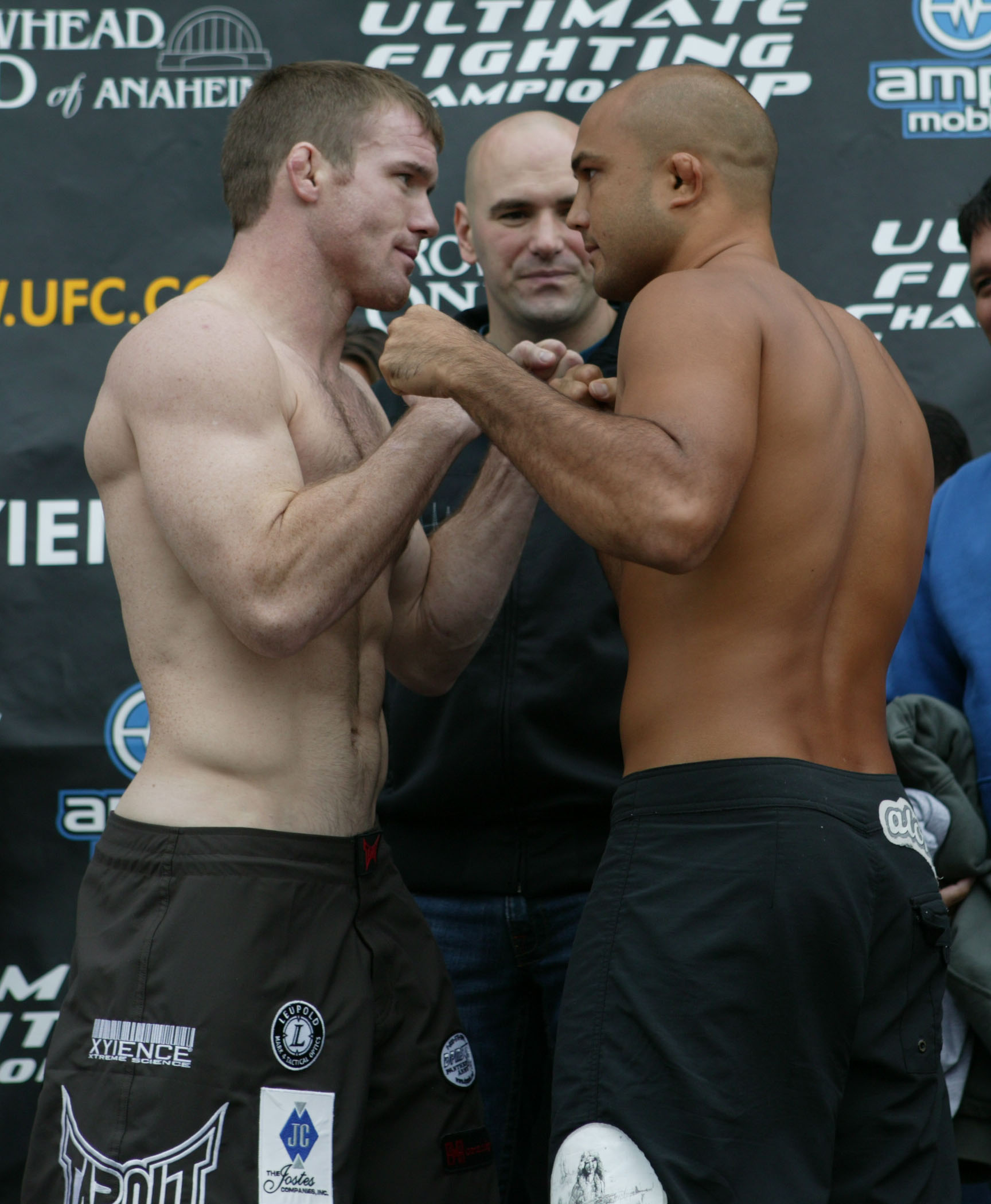
Hughes et Penn se font face lors de la pesée de l'.

Après cette nouvelle victoire, c'est un nouveau match face à Georges St-Pierre qui était programmé pour le lutteur américain lors de l'UFC 63 du 23 septembre 2006. Cependant, le Canadien se blesse à un mois de l'échéance et c'est alors B.J. Penn qui récupère l'occasion de s'emparer à nouveau du titre malgré une récente défaite par décision partagée face à St-Pierre en mars 2006.
Penn contrôle la rencontre mais se blesse aux côtes au cours de la deuxième reprise en cherchant à passer dans le dos de son adversaire. Il reste cependant menaçant au sol lors du round jusqu'à la reprise du combat debout au troisième round. Devenu plus lent, Penn est débordé et Hughes l'amène alors au sol pour s'installer au-dessus tout en verrouillant ses bras. Matt Hughes assène alors plusieurs coups depuis cette position pour remporter la victoire par TKO et ainsi conserver son titre.
À la fin de ce match, St-Pierre est invité à s'exprimer dans l'Octogone dans le but de promouvoir son prochain combat contre le champion. Loin d'être un adepte du trash-talking, il déclare pourtant ne pas avoir été impressionné par le performance de Matt Hughes, mais avouera des années plus tard regretter ces mots devenus célèbres parmi les amateurs de MMA.

#### Perte du titre face à St-Pierre
La confrontation entre Matt Hughes et Georges St-Pierre a finalement lieu sept semaines plus tard, en tête d'affiche de l'UFC 65 du 18 novembre 2006.
Le jeune Canadien touche involontairement le champion avec deux coups de pied à l'aine dans le premier round et résiste bien à la lutte du champion. Dans les dernières secondes de la reprise, il sonne Hughes avec un coup de poing sauté et le suit au sol mais la cloche sonne avant qu'il ne puisse vraiment capitaliser sur ce coup.
Dans la deuxième reprise, Matt Hughes s'écroule à la suite d'un coup de pied à la tête. St-Pierre enchaine alors en ground-and-pound depuis la garde pour remporter la victoire par TKO et devenir le nouveau champion des poids mi-moyens de l'UFC,.
Pressenti dès la fin de l'année 2006 pour un combat à l'UFC 68 du 3 mars 2007, c'est d'abord le nom de Karo Parisyan qui semble se dessiner comme son futur adversaire.
Mais c'est en fait face à Chris Lytle, finaliste de la quatrième saison de la série The Ultimate Fighter et ancien boxeur professionnel que le lutteur américain prend part au programme de la soirée.
Les observateurs ne voient alors pas une nouvelle défaite de l'ancien champion qui effectivement contrôle les trois rounds du match en utilisant sa lutte pour amener Lytle au sol et le contrôler. La bonne défense de ce dernier le préserve d'une défaite avant la limite mais Hughes remporte finalement le match par décision unanime (30-27, 30-27, 30-27).
Au milieu de l'année 2007, Hughes quitte en bons termes son équipe Miletich Fighting Systems pour former son propre centre d'entrainement basé à Granite City dans l'Illinois et nommé H.I.T. Squad pour Hughes Intensive Training.
En avril de la même année, Matt Serra crée la surprise et s'empare de la ceinture de Georges St-Pierre lors de l'UFC 69. Serra et Hughes deviennent peu de temps après ce nouveau règne, les entraineurs de la sixième édition de l'émission The Ultimate Fighter. Une certaine animosité est déjà présente entre les deux hommes depuis The Ultimate Fighter 4 dont Matt Serra a été un des participants et Matt Hughes un entraineur invité.
Le combat entre les deux chefs d'équipe pour le titre des poids mi-moyens est alors d'abord programmé pour novembre 2007,
mais se retrouve ensuite annoncé comme tête d'affiche de l'UFC 79 du 29 décembre.
Seulement, après une hernie discale de niveau lombaire subie par Serra qui doit alors le tenir éloigner pour un temps indéterminé de la compétition,
un titre intérimaire est mis en jeu lors du même événement entre Matt Hughes et Georges St-Pierre.
Lors de cette troisième confrontation entre les deux hommes, c'est à nouveau St-Pierre qui domine les débats. Le Canadien amène rapidement au sol le lutteur américain et travaille en ground-and-pound lors du premier round. Dans la seconde reprise, il amène à nouveau son adversaire dos au tapis et tente une soumission par kimura avant de passer sur une clé de bras en hyper-extension. Hughes est alors obligé d'abandonner verbalement dans les dernières secondes de ce deuxième round. Après le combat, Matt Hughes déclare n'avoir aucune excuse pour cette défaite et reconnait St-Pierre comme le meilleur combattant de la soirée.
Après avoir échoué à retenir sa ceinture en avril 2008, un combat entre Mat Hughes et Matt Serra semble se profiler. Mais Hughes poursuit d'abord son parcours en participant au combat principal de l'UFC 85 face à Thiago Alves le 7 juin 2008, à Londres.
Alves, considéré comme un des futurs aspirants à la ceinture des poids mi-moyens et alors sur une série de cinq victoires consécutives, échoue à la pesée. Hughes accepte cependant le combat à poids intermédiaire de 174 lb (79 kg).
Après un premier round serré, le Brésilien surprend Hughes avec un coup de genou sauté et des coups de poing pour remporter la victoire par TKO après un peu plus d'une minute dans le second round.

#### Combat contre Matt Serra
Matt Hughes doit, avant d'affronter son rival Matt Serra, récupérer d'une blessure au genou subie lors de sa dernière défaite à l'UFC 85.
La rencontre attendue a alors lieu lors de l'UFC 98, le 23 mai 2009.
Dans le premier round, Hughes doit se remettre rapidement dans le premier effort du combat, après avoir été touché par un coup de tête involontaire suivi de quelques coups de poing. Il utilise ensuite sa lutte pour amener Serra au sol et travailler en ground-and-pound dans la deuxième et troisième reprise du combat. Il se retrouve lui aussi dos au sol vers la fin du troisième et dernier round mais l'emporte finalement par décision unanime (29-28, 29-28, 29-28). Malgré leur rancœur, les deux combattants se félicitent mutuellement dès la fin du combat
et le match est gratifié du bonus du combat de la soirée.
Après cette victoire, il signe un nouveau contrat de plusieurs combats avec l'UFC à l'aube de ses 36 ans.
Renzo Gracie, vétéran des MMA de 42 ans, signe lui un contrat de six matchs au sein de la promotion américaine pour affronter l'ancien champion lors de l'UFC 112 du 10 avril 2010 à Abou Dabi.
Gracie revient à la compétition après une pause de trois ans pour ce premier événement de l'UFC aux Émirats arabes unis. Ce combat entre un lutteur et un spécialiste du jiu-jitsu brésilien se déroule pourtant essentiellement debout. Dans le troisième round, Hughes prend la main sur le match en enchainant coups de poing et coups de pied aux jambes qui lui permettent de remporter la victoire par TKO. C'est ainsi le deuxième membre de la famille Gracie que Matt Hughes bat au cours de sa carrière en MMA, et avec 17 victoires à l'UFC, il dépasse à ce moment Chuck Liddell pour le record du nombre de succès dans la fédération.
Fin mai 2010, lors de l'UFC Fan Expo 2010 à Las Vegas, l'ancien champion est intronisé au Temple de la renommée de l'UFC.
Son parcours à l'UFC continue face à Ricardo Almeida, détenteur d'une ceinture noire de jiu-jitsu brésilien décernée par le dernier adversaire de Hughes, Renzo Gracie. Les deux hommes s'affrontent lors de l'UFC 117 du 7 août 2010
et Almeida n'a pas plus de chance que son professeur. Dès le premier round, Hughes l'étourdit avec un crochet du gauche et se place alors en contrôle de tête de face avec un mouvement popularisé par le lutteur Dave Schultz. Il utilise alors cette position pour étrangler son adversaire avec une technique ressemblant à un étranglement anaconda qui laisse inconscient le Brésilien et lui offre par conséquent la victoire par soumission technique,.
Ce mouvement lui vaut d'ailleurs le bonus de soumission de la soirée.

#### Troisième combat contre B.J. Penn et retraite
Matt Hughes et B.J. Penn se rencontrent pour la troisième fois dans l'Octogone, lors de l'UFC 123, le 20 novembre 2010.
Penn s'impose très rapidement en envoyant le lutteur au tapis avec un coup de poing avant d'être déclaré vainqueur à la suite de quelques coups sur Hughes incapable de se défendre au sol. B.J. Penn remporte donc cette manche par KO en seulement 21 secondes.
Après ce revers, Matt Hughes annonce s'accorder un peu de temps et qu'il a sûrement fait « un grand pas de plus vers la retraite ».
Six mois plus tard, il est cependant prévu pour un retour face à Diego Sanchez lors de l'UFC 135 du 24 septembre 2011.
Mais c'est finalement face à Josh Koscheck, remplaçant Sanchez blessé à la main, que Hughes revient à la compétition.
S'il entame bien le match, son adversaire finit quand même par prendre l'avantage en vitesse. Dans la dernière seconde du premier round, Koscheck met d'ailleurs KO Hughes par coups de poing.
Sans encore annoncer sa retraite, Matt Hughes déclare avoir besoin de prendre un peu de recul pour le moment.
Le 24 janvier 2013, le président de l'UFC, Dana White, annonce officiellement la retraite du lutteur américain pendant la conférence de presse précédant l'UFC on Fox 6. Ce dernier est alors nommé vice-président du développement des athlètes de la promotion.

## Palmarès en arts martiaux mixtes
| 54 combats     | 45 victoires | 9 défaites |
| Par KO         | 17           | 5          |
| Par soumission | 18           | 4          |
| Sur décision   | 10           | 0          |

| Résultat | Record | Adversaire         | Méthode                                           | Événement                              | Date              | Round | Temps | Lieu                                  | Notes                                                              |
| -------- | ------ | ------------------ | ------------------------------------------------- | -------------------------------------- | ----------------- | ----- | ----- | ------------------------------------- | ------------------------------------------------------------------ |
| Défaite  | 45-9   | Josh Koscheck      | KO (coups de poing)                               | UFC 135: Jones vs. Rampage             | 24 septembre 2011 | 1     | 4:59  | Denver, Colorado, États-Unis          |                                                                    |
| Défaite  | 45-8   | B.J. Penn          | KO (coups de poing)                               | UFC 123: Rampage vs. Machida           | 20 novembre 2010  | 1     | 0:21  | Auburn Hills, Michigan, États-Unis    |                                                                    |
| Victoire | 45-7   | Ricardo Almeida    | Soumission technique (étranglement anaconda)      | UFC 117: Silva vs. Sonnen              | 8 août 2010       | 1     | 3:15  | Oakland, Californie, États-Unis       | Soumission de la soirée.                                           |
| Victoire | 44-7   | Renzo Gracie       | TKO (coups de poing)                              | UFC 112: Invincible                    | 10 avril 2010     | 3     | 2:40  | Abou Dabi, Émirats arabes unis        |                                                                    |
| Victoire | 43-7   | Matt Serra         | Décision unanime                                  | UFC 98: Evans vs. Machida              | 23 mai 2009       | 3     | 5:00  | Las Vegas, Nevada, États-Unis         | Combat de la soirée.                                               |
| Défaite  | 42-7   | Thiago Alves       | TKO (coup de genou sauté et coups de poing)       | UFC 85: Bedlam                         | 7 juin 2008       | 2     | 1:02  | Londres, Angleterre                   | Combat en poids intermédiaire: 174 lb (79 kg).                     |
| Défaite  | 42-6   | Georges St-Pierre  | Soumission (clé de bras)                          | UFC 79: Nemesis                        | 29 décembre 2007  | 2     | 4:54  | Las Vegas, Nevada, États-Unis         | Pour le titre intérimaire des poids mi-moyens de l'UFC.            |
| Victoire | 42-5   | Chris Lytle        | Décision unanime                                  | UFC 68: Uprising                       | 3 mars 2007       | 3     | 5:00  | Columbus, Ohio, États-Unis            |                                                                    |
| Défaite  | 41-5   | Georges St-Pierre  | TKO (coup de pied à la tête et coups de poing)    | UFC 65: Bad Intentions                 | 18 novembre 2006  | 2     | 1:25  | Sacramento, Californie, États-Unis    | Perd le titre des poids mi-moyens de l'UFC.                        |
| Victoire | 41-4   | B.J. Penn          | TKO (coups de poing)                              | UFC 63: Hughes vs. Penn                | 23 septembre 2006 | 3     | 3:53  | Anaheim, Californie, États-Unis       | Défend le titre des poids mi-moyens de l'UFC. Combat de la soirée. |
| Victoire | 40-4   | Royce Gracie       | TKO (coups de poing)                              | UFC 60: Hughes vs. Gracie              | 27 mai 2006       | 1     | 4:39  | Los Angeles, Californie, États-Unis   | Combat en poids intermédiaire : 175 lb (80 kg).                    |
| Victoire | 39-4   | Joe Riggs          | Soumission (kimura)                               | UFC 56: Full Force                     | 19 novembre 2005  | 1     | 3:28  | Las Vegas, Nevada, États-Unis         | Riggs échoue à la pesée ; le titre n'est pas mis en jeu.           |
| Victoire | 38-4   | Frank Trigg        | Soumission (étranglement arrière)                 | UFC 52: Couture vs. Liddell 2          | 16 avril 2005     | 1     | 4:05  | Las Vegas, Nevada, États-Unis         | Défend le titre des poids mi-moyens de l'UFC.                      |
| Victoire | 37-4   | Georges St-Pierre  | Soumission (clé de bras)                          | UFC 50: The War of '04                 | 22 octobre 2004   | 1     | 4:59  | Atlantic City, New Jersey, États-Unis | Remporte le titre des poids mi-moyens de l'UFC.                    |
| Victoire | 36-4   | Renato Verissimo   | Décision unanime                                  | UFC 48: Payback                        | 19 juin 2004      | 3     | 5:00  | Las Vegas, Nevada, États-Unis         |                                                                    |
| Défaite  | 35-4   | B.J. Penn          | Soumission (étranglement arrière)                 | UFC 46: Supernatural                   | 31 janvier 2004   | 1     | 4:39  | Las Vegas, Nevada, États-Unis         | Perd le titre des poids mi-moyens de l'UFC.                        |
| Victoire | 35-3   | Frank Trigg        | Soumission (étranglement arrière)                 | UFC 45: Revolution                     | 21 novembre 2003  | 1     | 3:54  | Uncasville, Connecticut, États-Unis   | Défend le titre des poids mi-moyens de l'UFC.                      |
| Victoire | 34-3   | Sean Sherk         | Décision unanime                                  | UFC 42: Sudden Impact                  | 25 avril 2003     | 5     | 5:00  | Miami, Floride, États-Unis            | Défend le titre des poids mi-moyens de l'UFC.                      |
| Victoire | 33-3   | Gil Castillo       | TKO (coupure)                                     | UFC 40: Vendetta                       | 22 novembre 2002  | 1     | 5:00  | Las Vegas, Nevada, États-Unis         | Défend le titre des poids mi-moyens de l'UFC.                      |
| Victoire | 32-3   | Carlos Newton      | TKO (coups de poing)                              | UFC 38: Brawl at the Hall              | 13 juillet 2002   | 4     | 3:27  | Londres, Angleterre                   | Défend le titre des poids mi-moyens de l'UFC.                      |
| Victoire | 31-3   | Hayato Sakurai     | TKO (coups de poing)                              | UFC 36: Worlds Collide                 | 22 mars 2002      | 4     | 3:01  | Las Vegas, Nevada, États-Unis         | Défend le titre des poids mi-moyens de l'UFC.                      |
| Victoire | 30-3   | Carlos Newton      | KO (slam)                                         | UFC 34: High Voltage                   | 2 novembre 2001   | 2     | 1:27  | Las Vegas, Nevada, États-Unis         | Remporte le titre des poids mi-moyens de l'UFC.                    |
| Victoire | 29-3   | Steve Gomm         | TKO (coups de poing)                              | Extreme Challenge 43                   | 8 septembre 2001  | 2     | 3:18  | Orem, Utah, États-Unis                |                                                                    |
| Victoire | 28-3   | Hiromitsu Kanehara | Décision partagée                                 | Rings: 10th Anniversary                | 11 août 2001      | 3     | 5:00  | Tokyo, Japon                          |                                                                    |
| Victoire | 27-3   | Chatt Lavender     | Soumission (étranglement bras-tête)               | Extreme Challenge 41                   | 13 juillet 2001   | 3     | 2:31  | Davenport, Iowa, États-Unis           |                                                                    |
| Victoire | 26-3   | Scott Johnson      | KO (coup de poing)                                | Extreme Challenge 40                   | 16 juin 2001      | 1     | 3:24  | Springfield, Illinois, États-Unis     |                                                                    |
| Victoire | 25-3   | John Cronk         | Soumission (coups de poing)                       | Gladiators 14                          | 11 mai 2001       | NC    | NC    | Omaha, Nebraska, États-Unis           |                                                                    |
| Victoire | 24-3   | Bruce Nelson       | Soumission (étranglement en guillotine)           | Freestyle Combat Challenge 4           | 31 mars 2001      | 1     | 3:01  | Racine, Wisconsin, États-Unis         |                                                                    |
| Victoire | 23-3   | Brett Al-Azzawi    | Soumission (clé de bras)                          | Rings USA: Battle of Champions         | 17 mars 2001      | 1     | 3:27  | Council Bluffs, Iowa, États-Unis      |                                                                    |
| Défaite  | 22-3   | Jose Landi-Jons    | KO (coup de genou)                                | Shidokan Jitsu: Warriors War 1         | 8 février 2001    | 1     | 4:45  | Koweït, Koweït                        |                                                                    |
| Défaite  | 22-2   | Dennis Hallman     | Soumission (clé de bras)                          | UFC 29: Defense of the Belts           | 16 décembre 2000  | 1     | 0:20  | Tokyo, Japon                          |                                                                    |
| Victoire | 22-1   | Maynard Marcum     | Soumission (clé d'épaule)                         | Rings Australia: Free Fight Battle     | 12 novembre 2000  | 1     | 6:29  | Brisbane, Australie                   |                                                                    |
| Victoire | 21-1   | Robbie Newman      | Soumission (étranglement bras/tête)               | Rings USA: Rising Stars Final          | 30 septembre 2000 | 1     | 1:40  | Moline, Illinois, États-Unis          |                                                                    |
| Victoire | 20-1   | Chris Haseman      | Décision unanime                                  | Rings: Millennium Combine 3            | 23 août 2000      | 2     | 5:00  | Osaka, Japon                          |                                                                    |
| Victoire | 19-1   | Joe Guist          | Soumission (clé de bras)                          | Extreme Challenge 35                   | 29 juin 2000      | 1     | 2:45  | Davenport, Iowa, États-Unis           |                                                                    |
| Victoire | 18-1   | Marcelo Aguiar     | TKO (arrêt du médecin)                            | UFC 26: Ultimate Field of Dreams       | 9 juin 2000       | 1     | 4:34  | Cedar Rapids, Iowa, États-Unis        |                                                                    |
| Victoire | 17-1   | Shawn Peters       | Soumission (étranglement bras-tête)               | Extreme Challenge 32                   | 21 mai 2000       | 1     | 2:52  | Springfield, Illinois, États-Unis     |                                                                    |
| Victoire | 16-1   | Alexandre Barros   | Décision unanime                                  | WEF 9: World Class                     | 13 mai 2000       | 3     | 5:00  | Evansville, Indiana, États-Unis       |                                                                    |
| Victoire | 15-1   | Eric Davila        | Soumission (clé d'épaule)                         | SuperBrawl 17                          | 15 avril 2000     | 2     | 3:24  | Honolulu, Hawaï, États-Unis           |                                                                    |
| Victoire | 14-1   | Jorge Pereira      | TKO (arrêt du médecin)                            | WEF 8: Goin' Platinum                  | 15 janvier 2000   | 1     | 6:00  | Rome, Géorgie, États-Unis             |                                                                    |
| Victoire | 13-1   | Daniel Vianna      | TKO (coupure)                                     | JKD: Challenge 4                       | 20 novembre 1999  | 1     | NC    | Chicago, Illinois, États-Unis         |                                                                    |
| Victoire | 12-1   | LaVerne Clark      | Soumission (étranglement arrière)                 | Extreme Challenge 29                   | 13 novembre 1999  | 2     | 1:35  | Hayward, Wisconsin, États-Unis        |                                                                    |
| Victoire | 11-1   | Tom Schmitz        | Soumission (blessure à l'œil)                     | Extreme Challenge 29                   | 13 novembre 1999  | 1     | 0:48  | Hayward, Wisconsin, États-Unis        |                                                                    |
| Victoire | 10-1   | Joe Doerksen       | Soumission (coups de genou et coups de poing)     | Extreme Challenge 29                   | 13 novembre 1999  | 2     | 0:25  | Hayward, Wisconsin, États-Unis        |                                                                    |
| Victoire | 9-1    | Valeri Ignatov     | Décision unanime                                  | UFC 22: There Can Be Only One Champion | 24 septembre 1999 | 3     | 5:00  | Lake Charles, Louisiane, États-Unis   |                                                                    |
| Victoire | 8-1    | Akihiro Gono       | Décision unanime                                  | Shooto: 10th Anniversary Event         | 29 mai 1999       | 3     | 5:00  | Yokohama, Japon                       |                                                                    |
| Victoire | 7-1    | Erick Snyder       | TKO (slam)                                        | JKD: Challenge 3                       | 24 avril 1999     | 1     | NC    | Chicago, Illinois, États-Unis         |                                                                    |
| Victoire | 6-1    | Joe Stern          | TKO (coups de poing)                              | Extreme Challenge 23                   | 2 avril 1999      | 1     | 2:30  | Indianapolis, Indiana, États-Unis     |                                                                    |
| Victoire | 5-1    | Ryan Stout         | TKO (arrêt du coin)                               | Extreme Shootfighting                  | 11 décembre 1998  | 2     | 5:00  | Waukesha, Wisconsin, États-Unis       |                                                                    |
| Défaite  | 4-1    | Dennis Hallman     | Soumission technique (étranglement en guillotine) | Extreme Challenge 21                   | 17 octobre 1998   | 1     | 0:17  | Hayward, Wisconsin, États-Unis        |                                                                    |
| Victoire | 4-0    | Dave Menne         | Décision unanime                                  | Extreme Challenge 21                   | 17 octobre 1998   | 1     | 15:00 | Hayward, Wisconsin, États-Unis        |                                                                    |
| Victoire | 3-0    | Victor Hunsaker    | TKO (coups de poing)                              | Extreme Challenge 21                   | 17 octobre 1998   | 1     | 1:39  | Hayward, Wisconsin, États-Unis        |                                                                    |
| Victoire | 2-0    | Craig Quick        | Soumission (coups de poing)                       | JKD: Challenge 2                       | 25 avril 1998     | 1     | NC    | Chicago, Illinois, États-Unis         |                                                                    |
| Victoire | 1-0    | Erick Snyder       | TKO (slam)                                        | JKD: Challenge 1                       | 1er janvier 1998  | 1     | 0:15  | Chicago, Illinois, États-Unis         |                                                                    |